# 吉田健 (技術者)
吉田 健 (よしだ たけし、1949年3月18日 - ) は、日本の自動車技術者、実業家。

## 経歴・人物
愛知県名古屋市出身。1974年にトヨタ自動車へ入社。入社後はボデー設計を担当。1984年に製品企画へ異動し、カローラの開発を担当。1992年にカローラの開発から一旦離れ、タイで現地生産するアジア戦略車・ソルーナの開発責任者に就任。1997年にカローラの開発へ復帰し、9代目の開発責任者を担当。また、2003年に登場したウィッシュでも吉田が開発責任者を担当。その後は常務役員兼レクサスセンター長、専務取締役を務め、トヨタ車体代表取締役副社長、トヨタテクニカルディベロップメント代表取締役社長も歴任した。